# Neuza Borges

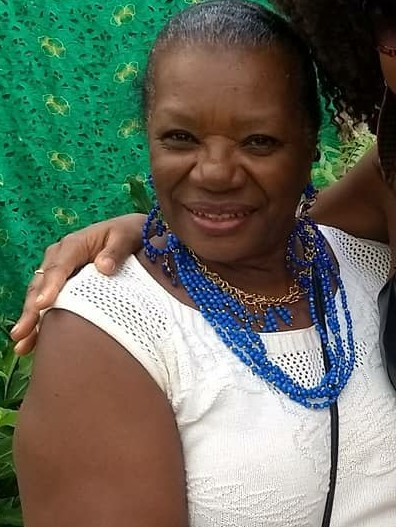
Neuza Borges, 2019

Neusa Maria da Silva Borges (anhörenⓘ; * 8. März 1941 in Florianópolis, Santa Catarina) ist eine brasilianische Schauspielerin.
Borges begann ihre Karriere als Sängerin und Tänzerin in Nachtclubs in São Paulo. Sie arbeitete mit großen Dirigenten wie Clovis Lee und Salgado Filho zusammen. Später spielte sie Rollen in Telenovelas und Serien wie Die Sklavin Isaura, Dancin ’Days und O Clone. Eine wichtige Rolle spielte sie im Film Urban Snap-Shots von Miguel Falabella, in dem sie eine Betreuerin eines depressiven Mädchen spielt. 2004 spielte sie im preisgekrönten angolanischen Film O Herói.
Neusa Borges ist verwitwet und Mutter zweier Töchter.